# Aneplasa nigra
Aneplasa nigra är en spindelart som beskrevs av Tucker 1923. Aneplasa nigra ingår i släktet Aneplasa och familjen plattbuksspindlar. Inga underarter finns listade i Catalogue of Life.